# Freda Utley
Winifred „Freda“ Utley (* 23. Januar 1898; † 21. Januar 1978 in Washington, D.C.) war eine britisch-amerikanische Schriftstellerin und politische Aktivistin.

## Leben und Tätigkeit

### Frühes Leben
Utley war die Tochter eines den Fabiern und der Familie von Karl Marx nahe stehenden Rechtsanwalts und Journalisten. Das Klima in ihrem Elternhaus war freidenkerisch, liberal und sozialistisch geprägt.
In ihrer Kindheit besuchte Utley ein Internat in der Schweiz. Anschließend studierte sie in England, wo sie einen BA- und dann einen MA-Abschluss in Geschichte am King’s College in London erwarb. Von 1926 bis 1928 war Utley als Forscherin an der London School of Economics tätig. Ihr Forschungsschwerpunkt während dieser Jahre war die Untersuchung von Arbeits- und Produktionsfragen in der industriellen Fertigung, insbesondere Textilindustrie.

### Utleys kommunistische Phase und Leben in der Sowjetunion (1926–1936)
Nach dem großen Generalstreik in Großbritannien im Jahr 1926 begann Utley, die im Verhalten der Labour Party und der Gewerkschaftsführung während des Streiks einen Verrat an der arbeitenden Bevölkerung erblickte, starke Sympathien für die kommunistische Bewegung zu entwickeln. Im folgenden Jahr unternahm sie als Vizepräsidentin der University Labour Federation eine Studienreise in die Sowjetunion. 1928 wurde sie dann Mitglied der Communist Party of Great Britain. 1928 heiratete sie den russischen Ökonomen Arcadi Berdichevsky, den sie als einen Mitarbeiter der sowjetischen Handelsmission in England kennen gelernt hatte. Mit ihm hatte sie einen Sohn.
Zusammen mit Berdichevsky unternahm Utley im Auftrag der Kommunistischen Internationale in den folgenden Jahren Reisen nach Sibirien, China und Japan. Das Ergebnis dieser Reisen war das 1931 veröffentlichte Buch Lancashire and the Far East, in dem sie sich als eine Expertin auf dem Gebiet des internationalen Wettbewerbs im Baumwollhandel erwies.
Von 1930 bis 1936 lebte Utley mit ihrem Ehemann in Moskau. Ihren Lebensunterhalt verdiente sie in diesen Jahren als Übersetzerin, Redakteurin und wissenschaftliche Hilfskraft am Institut für Weltwirtschaft und Politik der Akademie der Wissenschaften. Während dieser Zeit entfernte sie sich innerlich immer stärker vom Kommunismus, da sie zu der Überzeugung gelangte, dass die sowjetische Wirklichkeit in keiner Weise den Ergebnissen entsprach, von denen sie ursprünglich gehofft hatte, dass die Umsetzung der kommunistischen Idee sie zeitigen würden. So stieß sie sich an der Korruption und Starrheit des kommunistischen Parteisystems und dem Unvermögen des Sowjetstaates die medizinische Versorgung und Unterbringung der Bevölkerung sicherzustellen.
Während ihrer „russischen“ Jahre veröffentlichte Utley das aus einer marxistischen Warte geschriebene Buch Japan's Feet of Clay, eine Untersuchung der japanischen Textilindustrie, die sie mit einer harschen Kritik an der Unterstützung der imperialistischen Politik des japanischen Staates durch die Westmächte verband. Japan wurde von ihr als ein von einer maschinenhaften Bürokratie regierter Polizeistaat im Dienst einer plutokratischen Oberschicht charakterisiert. Das Buch wurde zu einem Bestseller und wurde in fünf Sprachen übersetzt.
Im April 1936 wurde Utleys Ehemann Berdichevsky, der inzwischen die Import/Export-Gruppe der Regierung leitete, im Zuge der stalinistischen Säuberungen von der Moskauer Geheimpolizei verhaftet. Utley floh daraufhin mit ihrem Sohn nach England. Ihr Ehemann wurde in einem Schauprozess zu einer Haftstrafe von fünf Jahren in einem am arktischen Meer gelegenen Gulag verurteilt. Zur Begründung wurde angeführt, dass er trotzkistischen Gruppen nahe stehe. Versuche von Utley, durch eine Eingabe an Josef Stalin und durch die Einschaltung von Freunden wie George Bernard Shaw und Harold Laski für seine Freilassung zu sorgen, waren vergeblich. Er starb im Lager Workuta am 30. März 1938, als er aufgrund seiner Rädelsführerschaft bei einem Hungerstreik von Gefangenen gegen ihre Haftbedingungen standrechtlich erschossen wurde. Utley erhielt erst im Jahr 1956 eine positive Bestätigung des Todes ihres Mannes. 1961 wurde dieser im Rahmen der Entstalinisierung postum rehabilitiert. Die genauen Umstände von Berdichevskys Tod wurden erst 2004 von der russischen Regierung offengelegt, so dass sie nie zu ihrer Kenntnis gelangten.

### Rückkehr nach Großbritannien und Zweiter Weltkrieg (1936–1945)
Ihre Erlebnisse und Beobachtungen in der Sowjetunion, zumal das Schicksal ihres Ehemannes, veranlassten Utley dazu, sich in der zweiten Hälfte der 1930er zu einer scharfen Antikommunistin zu entwickeln. So unterstützte sie 1938 das Münchner Abkommen der Westmächte mit dem nationalsozialistischen Deutschland, weil sie überzeugt war, dass die Sowjetunion eine größere Gefahr für den Frieden in Europa darstelle als Deutschland. Gegenüber dem japanischen Militärfaschismus nahm sie demgegenüber jedoch eine scharf ablehnende Haltung ein: Nachdem der News Chronicle ihr 1938 eine dreimonatige Reise als Kriegskorrespondentin nach China ermöglicht hatte, veröffentlichte Utley 1938 und 1939 zwei Bücher über Japans militärisches Vorgehen gegen China seit dem Jahr 1937, die den Zweiten Sino-Japanischen Krieg (1937–1945) einleiteten: Japan's Gamble in China sowie China at War (1939). Das letzte Buch idealisierte die chinesischen Kommunisten um Mao und Enlai und trug dazu bei, die Japan-kritische Stimmung in den Vereinigten Staaten in den letzten Jahren vor dem Ausbruch der amerikanisch-japanischen Feindseligkeiten im Jahr 1941 anzufachen. Die japanische Regierung erachtete Utley für den um 1939 in den Vereinigten Staaten einsetzenden Boykott japanischer Waren für mitverantwortlich und verbot die Verbreitung ihres Buches in Japan und belegte Utley selbst mit einem Einreiseverbot.
1939 siedelte Utley zusammen mit ihrem Sohn und ihrer Mutter in die Vereinigten Staaten über, wo sie sich zu einer führenden antikommunistischen Aktivistin und Autorin entwickelte. Aus Ablehnung einer Kriegsbeteiligung der Vereinigten Staaten engagierte sie sich im America First Comitee, außerdem sprach sie sich 1941 für einen Verständigungsfrieden zwischen Großbritannien und dem Deutschen Reich aus. In den späteren Kriegsjahren kritisierte sie die Forderung nach einer bedingungslosen Kapitulation des Deutschen Reiches. Bemühungen linker Kreise in den Vereinigten Staaten, Utley des Landes verweisen zu lassen, waren nicht erfolgreich. Ihr kam dabei insbesondere die Unterstützung durch mit ihr sympathisierende Kongressabgeordnete zupass, die sie explizit vom Alien Registration Act von 1940 ausnehmen ließen. Stattdessen wurde Utley sogar nach dem Krieg (1950) als amerikanische Staatsbürgerin eingebürgert.

### Nachkriegszeit (1945–1978)
1945 schickte die Zeitschrift Reader’s Digest Utley für mehrere Monate als Korrespondentin nach China. Ihre Eindrücke von China hielt sie in dem Werk Last Chance in China fest.
1948 bereiste Utley das nach dem Zweiten Weltkrieg alliiert besetzte Deutschland. Das Produkt dieser Reise war das Werk The High Cost of Vengeance, eine kritische Studie über die alliierte Kriegs- und Besatzungspolitik gegenüber dem Deutschen Reich. Für Kontroversen sorgten verschiedene Statements von Utley in diesem Werk, wie, dass es kein Verbrechen gebe, dass die Nationalsozialisten während des Krieges oder nach dem Krieg begangen hätten, dass die Alliierten selbst nicht auch begangen hätten. So wandte Utley sich kritisch gegen die Bombardierung der Bevölkerung der Achsenmächte durch die Alliierten, die zwangsweise Vertreibung der deutschstämmigen Bevölkerung der ostelbischen Provinzen des deutschen Reiches (Schlesien, Posen, Ostpreußen, Hinterpommern) und der Sudetengebiete nach Westen aufgrund ihrer Abstammung, die Ausplünderung der Bevölkerung der von den Alliierten besetzten Gebieten durch Besatzungssoldaten sowie Ausbeutung von deutschen Kriegsgefangenen und von Zwangsdeportierten als Arbeitskräfte in Frankreich und der Sowjetunion in den Nachkriegsjahren. Kritiker haben Utleys Argumentationslinie in diesem Werk als fragwürdig gekennzeichnet, wobei zumeist vor allem die Auffassung vertreten wird, dass sie deutsche Kriegsverbrechen relativiere. Zur Begründung ihrer Kritik an Utley haben Autoren wie Deborah Lipstadt verschiedene Unterscheidungskriterien geltend gemacht, die die von Utley gegeißelten alliierten Kriegshandlungen von bestimmten nationalsozialistischen Verbrechen, wie der systematischen Ermordung von Juden im Rahmen von Massenerschießungen und in Konzentrationslagern, unterscheiden. So hat Lipstadt zum Beispiel darauf hingewiesen, dass den alliierten Bombardements deutscher Städte – anders als den im Rahmen des Holocaust vollzogenen Maßnahmen der Nationalsozialisten gegen die europäischen Juden – nicht die Absicht einer vollständigen Auslöschung der Bevölkerung dieser Städte, sondern „nur“ die Brechung der Kriegsmoral der deutschen Bevölkerung als Absicht zugrunde gelegen habe.
Utleys 1951 erschienenes Buch The China Story, das die Entwicklung Chinas bis zur Machtübernahme durch die Kommunisten im Jahr 1949 rekonstruierte, wurde ein Bestseller. Das Werk trug dazu bei große Teile der amerikanischen Bevölkerung zu überzeugen, dass eine unkluge Politik in den Jahren nach 1945 dazu geführt habe, dass der Westen China an den Sowjet-Kommunismus verloren habe („[We] lost China“-Idee), eine Auffassung die in den folgenden Jahrzehnten eine starke Auswirkung auf die amerikanische Außenpolitik haben sollte. Nach der Suez-Krise unternahm sie eine Studienreise in den Nahen Osten. Die Frucht derselben war das Buch Will the Middle East Go West?, in dem sie vor einer zu engen Anlehnung des Westens an Israel warnte, da eine solche dazu führen könnte, dass die arabischen Staaten ins kommunistische Lager übergehen würden.
Während der 1950er Jahre unterstützte Utley den bekannten antikommunistischen Senator Joseph McCarthy in der von diesem angezettelten „Hexenjagd“ auf angebliche Kommunisten im amerikanischen Staatsapparat und im öffentlichen Leben der Vereinigten Staaten, indem sie ihn mit Daten versorgte, die dieser für die von ihm aufgesetzten Listen von hochgestellten Personen, die er verdächtigte Kommunisten zu sein, nutzte. In Anhörungen von Ausschüssen des US-Kongresses trat Utley als Zeugin gegen angebliche kommunistische Sympathisanten wie den Schriftsteller Edgar Snow und den Asienexperten John K. Fairbank auf.
1970 veröffentlichte Utley den ersten Band ihrer Lebenserinnerungen Odyssey of a Liberal, der ihre Erlebnisse bis ins Jahr 1945 wiedergibt. Der geplante zweite Band wurde niemals fertig gestellt und veröffentlicht.
Utley starb 1978. Ein Teil ihres Nachlasses wird in der Freda Utley collection an der Stanford University verwahrt.
2005 wurde der Freda Utley Prize for Advancing Liberty (Freda Utley-Preis zur Förderung des Prinzips der Freiheit) gestiftet. Der Preis wird jährlich von der Atlas Stiftung für Wirtschaftsforschung (Atlas Economic Research Foundation) an ausländische Denkfabriken, die sich für ökonomischen Liberalismus und ein Zurückschrauben des gouvernementalen Interventionismus des Staates in der Wirtschaft einsetzen, verliehen.

## Schriften
- Lancashire and the Far East, Allen & Unwin, 1931.
- From Moscow To Samarkand, Hogarth Press, 1934. (unter dem Pseudonym YZ)
- Japan's Feet of Clay, Faber & Faber, London 1937.
- Japan's Gamble in China, Faber & Faber, London 1938.
- China at War. John Day Company, New York 1938.
- The Dream We Lost: The Soviet Union Then and Now, John Day Company, New York 1940.
- The High Cost of Vengeance, Henry Regnery Company, Chicago 1948.
  - auf Deutsch veröffentlicht als Kostspielige Rache
- Last Chance in China, Bobbs-Merrill, Indianapolis 1948.
- Lost Illusion (revision of The Dream We Lost), George Allen & Unwin Ltd, 1948.
- The China Story, Henry Regnery Company, Chicago 1951.
- Will the Middle East Go West? Henry Regnery Company, Chicago 1956.
- Odyssey of a Liberal. Memoirs, Washington National Press, Inc., 1970.

| Personendaten    | Personendaten                                                     |
| ---------------- | ----------------------------------------------------------------- |
| NAME             | Utley, Freda                                                      |
| ALTERNATIVNAMEN  | Utley, Winifred                                                   |
| KURZBESCHREIBUNG | britisch-amerikanische Schriftstellerin und politische Aktivistin |
| GEBURTSDATUM     | 23. Januar 1898                                                   |
| STERBEDATUM      | 21. Januar 1978                                                   |
| STERBEORT        | Washington, D.C.                                                  |